# Guido Castaldo
Guido Castaldo (fl. XX secolo) è stato uno sceneggiatore, paroliere, autore televisivo, teatrale e radiofonico italiano.

## Biografia
Per il teatro collaborò con Maurizio Jurgens, Franco Torti e Faele in diversi spettacoli, tra i quali Il trogolo (1964), I rompiglioni (1965), Helzap Happening (1969) e Forse sarà la musica del mare (1974). In televisione fu autore delle trasmissioni Johnny 7 (1963-1965) e A che gioco giochiamo? (1969) condotta da Corrado; alla radio fu autore con Faele della seconda edizione della trasmissione Gran varietà (1966) e, con Mario Salicelli, di Il vostro amico Totò (1967) con Totò e Gisella Sofio.
Come paroliere scrisse canzoni per svariati artisti, tra i quali Miranda Martino, Caterina Valente, Johnny Dorelli, Milva, Catherine Spaak, Jimmy Fontana e Gianni Nazzaro, e fu il direttore responsabile della rivista musicale Ciao amici.
Per il cinema, tra il 1962 e il 1976, fu sceneggiatore di diversi mondo movie e di alcuni altri film, tra cui Il brigadiere Pasquale Zagaria ama la mamma e la polizia, primo film da protagonista di Lino Banfi. È il padre del giornalista e critico musicale Gino Castaldo.

## Filmografia
- Mondo sexy di notte, regia di Mino Loy (1962)
- Universo di notte, regia di Alessandro Jacovoni (1962)
- Notti e donne proibite, regia di Mino Loy (1963)
- 90 notti in giro per il mondo, regia di Mino Loy (1963)
- Supersexy '64, regia di Mino Loy (1964)
- I malamondo, regia di Paolo Cavara (1964)
- Mondo balordo, regia di Roberto Bianchi Montero (1964)
- La vedovella, regia di Silvio Siano (1964)
- Il brigadiere Pasquale Zagaria ama la mamma e la polizia, regia di Mario Forges Davanzati (1973)
- Con la rabbia agli occhi, regia di Antonio Margheriti (1976)